# Anisothecium capituligerum
Anisothecium capituligerum là một loài Rêu trong họ Dicranaceae. Loài này được (Müll. Hal.) Thér. mô tả khoa học đầu tiên năm 1935.